# Érigone fille d'Égisthe
Dans la mythologie grecque, Érigone (en grec ancien Ἠριγόνη / Êrigónê) est la fille d’Égisthe et de Clytemnestre.
Érigone est une des accusatrices d’Oreste (son demi-frère) lors de son procès sur l’Aréopage pour le meurtre de leur mère Clytemnestre. Dans certaines traditions, elle se suicide lorsque celui-ci est acquitté. D’autres traditions évoquent cependant un fils d’Oreste et d’Érigone, nommé Penthilos.
Deux tragédies, l’Électre de Sophocle (v. 589) et l’Électre d’Euripide (v. 62) font allusion a Érigone et à son frère Alétès, sans pour autant les nommer. 

## Sources antiques
- Hygin, Fables [détail des éditions] [(la) lire en ligne] (122).
- Pausanias, Description de la Grèce [détail des éditions] [lire en ligne] (II, 18, 6).
- Chronique de Paros (entrée 25).
- Dictys de Crète, Éphéméride de la guerre de Troie [détail des éditions] [lire en ligne] (VI, 4).
- Etymologicum magnum (entrée Αἰώρα = 42, 4).
- Pseudo-Apollodore, Épitome [détail des éditions] [lire en ligne] (6, 28).
- Tzétzès, sur Lycophron (v. 1374).